# Cincinnati Masters 2000 - Qualificazioni singolare
Le qualificazioni del singolare  del Cincinnati Masters 2000 sono state un torneo di tennis preliminare per accedere alla fase finale della manifestazione. I vincitori dell'ultimo turno sono entrati di diritto nel tabellone principale. In caso di ritiro di uno o più giocatori aventi diritto a questi sono subentrati i lucky loser, ossia i giocatori che hanno perso nell'ultimo turno ma che avevano una classifica più alta rispetto agli altri partecipanti che avevano comunque perso nel turno finale.
Le qualificazioni del torneo Cincinnati Masters  2000 prevedevano 32 partecipanti di cui 8 sono entrati nel tabellone principale.

## Teste di serie
1. Gianluca Pozzi (Qualificato)
2. Vladimir Volčkov (Qualificato)
3. Martin Damm (Qualificato)
4. George Bastl (primo turno)
5. Davide Sanguinetti (primo turno)
6. Peter Wessels (primo turno)
7. Andrea Gaudenzi (ultimo turno)
8. Cyril Saulnier (primo turno)

1. Cecil Mamiit (Qualificato)
2. Bob Bryan (Qualificato)
3. Răzvan Sabău (primo turno)
4. Fernando González (ultimo turno)
5. Nicolas Coutelot (primo turno)
6. Arvind Parmar (ultimo turno)
7. Jeff Salzenstein (primo turno)
8. Marcos Ondruska (ultimo turno)

## Qualificati
1. Gianluca Pozzi
2. Vladimir Volčkov
3. Martin Damm
4. Neville Godwin

1. Taylor Dent
2. Lionel Roux
3. Cecil Mamiit
4. Bob Bryan

## Tabellone

### Legenda
| - Q = Qualificato - WC = Wild card - LL = Lucky loser | - ALT = Alternate - SE = Special Exempt - PR = Protected Ranking | - w/o = Walkover - r = Ritirato - d = Squalificato |

### Sezione 1
|  | Primo turno | Primo turno     | Primo turno    | Primo turno | Primo turno |  |  | Ultimo turno | Ultimo turno    | Ultimo turno    | Ultimo turno | Ultimo turno |  |
|  |             |                 |                |             |             |  |  |              |                 |                 |              |              |  |
|  | 1           | Gianluca Pozzi  | Gianluca Pozzi | 7           | 6           |  |  |              |                 |                 |              |              |  |
|  |             | James Sekulov   | James Sekulov  | 6           | 2           |  |  | 1            | Gianluca Pozzi  | Gianluca Pozzi  | 7            | 6            |  |
|  | 16          | Marcos Ondruska | 5              | 6           | 6           |  |  | 16           | Marcos Ondruska | Marcos Ondruska | 65           | 2            |  |
|  |             | Barry Cowan     | 7              | 2           | 1           |  |  |              |                 |                 |              |              |  |

### Sezione 2
|  | Primo turno | Primo turno       | Primo turno       | Primo turno | Primo turno |  |  | Ultimo turno | Ultimo turno     | Ultimo turno | Ultimo turno | Ultimo turno |  |
|  |             |                   |                   |             |             |  |  |              |                  |              |              |              |  |
|  | 2           | Vladimir Volčkov  | Vladimir Volčkov  | 6           | 6           |  |  |              |                  |              |              |              |  |
|  |             | Paul Kilderry     | Paul Kilderry     | 1           | 3           |  |  | 2            | Vladimir Volčkov | 6            | 69           | 6            |  |
|  |             | Jeff Salzenstein  | Jeff Salzenstein  | 7           | 6           |  |  |              | Jeff Salzenstein | 4            | 7            | 2            |  |
|  | 15          | Jean-René Lisnard | Jean-René Lisnard | 65          | 1           |  |  |              |                  |              |              |              |  |

### Sezione 3
|  | Primo turno | Primo turno      | Primo turno      | Primo turno | Primo turno |  |  | Ultimo turno | Ultimo turno     | Ultimo turno     | Ultimo turno | Ultimo turno |  |
|  |             |                  |                  |             |             |  |  |              |                  |                  |              |              |  |
|  | 3           | Martin Damm      | 6                | 5           | 6           |  |  |              |                  |                  |              |              |  |
|  |             | Alex O'Brien     | 4                | 7           | 3           |  |  | 3            | Martin Damm      | Martin Damm      | 6            | 6            |  |
|  |             | Nicolas Coutelot | Nicolas Coutelot | 6           | 2           |  |  |              | Nicolas Coutelot | Nicolas Coutelot | 3            | 3            |  |
|  | 13          | Kevin Ullyett    | Kevin Ullyett    | 0           | 1r          |  |  |              |                  |                  |              |              |  |

### Sezione 4
|  | Primo turno | Primo turno    | Primo turno    | Primo turno | Primo turno |  |  | Ultimo turno | Ultimo turno   | Ultimo turno   | Ultimo turno | Ultimo turno |  |
|  |             |                |                |             |             |  |  |              |                |                |              |              |  |
|  |             | Neville Godwin | Neville Godwin | 7           | 7           |  |  |              |                |                |              |              |  |
|  | 4           | George Bastl   | George Bastl   | 68          | 5           |  |  |              | Neville Godwin | Neville Godwin | 6            | 6            |  |
|  | 14          | Arvind Parmar  | 6              | 4           | 6           |  |  | 14           | Arvind Parmar  | Arvind Parmar  | 3            | 4            |  |
|  |             | Michael Joyce  | 4              | 6           | 4           |  |  |              |                |                |              |              |  |

### Sezione 5
|  | Primo turno | Primo turno        | Primo turno        | Primo turno | Primo turno |  |  | Ultimo turno | Ultimo turno | Ultimo turno | Ultimo turno | Ultimo turno |  |
|  |             |                    |                    |             |             |  |  |              |              |              |              |              |  |
|  |             | Taylor Dent        | Taylor Dent        | 6           | 7           |  |  |              |              |              |              |              |  |
|  | 5           | Davide Sanguinetti | Davide Sanguinetti | 3           | 5           |  |  | Taylor Dent  | Taylor Dent  | Taylor Dent  | 7            | 6            |  |
|  |             | Răzvan Sabău       | 6                  | 3           | 6           |  |  | Răzvan Sabău | Răzvan Sabău | Răzvan Sabău | 6            | 1            |  |
|  | 11          | Ján Krošlák        | 3                  | 6           | 4           |  |  |              |              |              |              |              |  |

### Sezione 6
|  | Primo turno | Primo turno       | Primo turno   | Primo turno | Primo turno |  |  | Ultimo turno | Ultimo turno      | Ultimo turno      | Ultimo turno | Ultimo turno |  |
|  |             |                   |               |             |             |  |  |              |                   |                   |              |              |  |
|  |             | Lionel Roux       | Lionel Roux   | 7           | 6           |  |  |              |                   |                   |              |              |  |
|  | 6           | Peter Wessels     | Peter Wessels | 5           | 2           |  |  |              | Lionel Roux       | Lionel Roux       | 7            | 6            |  |
|  | 12          | Fernando González | 6             | 3           | 6           |  |  | 12           | Fernando González | Fernando González | 6            | 2            |  |
|  |             | Alex Kim          | 4             | 6           | 3           |  |  |              |                   |                   |              |              |  |

### Sezione 7
|  | Primo turno | Primo turno        | Primo turno  | Primo turno | Primo turno |  |  | Ultimo turno | Ultimo turno    | Ultimo turno | Ultimo turno | Ultimo turno |  |
|  |             |                    |              |             |             |  |  |              |                 |              |              |              |  |
|  | 7           | Andrea Gaudenzi    | 3            | 6           | 6           |  |  |              |                 |              |              |              |  |
|  |             | Paul-Henri Mathieu | 6            | 4           | 4           |  |  | 7            | Andrea Gaudenzi | 3            | 6            | 3            |  |
|  | 9           | Cecil Mamiit       | Cecil Mamiit | 6           | 6           |  |  | 9            | Cecil Mamiit    | 6            | 3            | 6            |  |
|  |             | Mark Knowles       | Mark Knowles | 2           | 4           |  |  |              |                 |              |              |              |  |

### Sezione 8
|  | Primo turno | Primo turno    | Primo turno    | Primo turno | Primo turno |  |  | Ultimo turno | Ultimo turno | Ultimo turno | Ultimo turno | Ultimo turno |  |
|  |             |                |                |             |             |  |  |              |              |              |              |              |  |
|  |             | Brandon Hawk   | Brandon Hawk   | 6           | 7           |  |  |              |              |              |              |              |  |
|  | 8           | Cyril Saulnier | Cyril Saulnier | 2           | 63          |  |  |              | Brandon Hawk | 3            | 6            | 1            |  |
|  | 10          | Bob Bryan      | Bob Bryan      | 6           | 6           |  |  | 10           | Bob Bryan    | 6            | 3            | 6            |  |
|  |             | Scott Draper   | Scott Draper   | 4           | 4           |  |  |              |              |              |              |              |  |